# Масаї-Мара (національний заповідник)
Національний парк Масаї-Мара (англ. Masai Mara National Park) заснований в 1974 році, розташований на південному заході Кенії у Великій рифтовій долині за 275 км від Найробі, на висоті 1650 м над рівнем моря. Площа парку 1 510 км². На кордоні з парком розташоване масайське село Талек, де живуть працівники парку та розташовано багато готелів.

## Географія і клімат
Парк є північною частиною екосистеми Мара — Серенгеті, що охоплює близько 25000 км². Парк межує з Національним парком Танзанії Серенгеті на півдні і селами масаїв на півночі, сході і заході.
Клімат м'який, інколи занадто спекотно, іноді рясні дощові опади цілий рік. Дощ майже завжди падає у другій половині дня або вночі.

## Основні річки
Талек і Мара є основними річками, що течуть парком. Чагарники та дерева бахромою охоплюють схили урвистих берегів.

## Рельєф парку
Рельєф парку становлять в основному луки та пасовища, із сезонними річками, що пересихають. Парк Масаї-Мара характеризується чотирма різними видами рельєфу: піщані ґрунти і дрібний чагарник на сході, у південно-східному регіоні переважає акація. Велику частину парку становлять пишні луки і ліси навколо річки Мара та відкриті рівнини з рідким чагарником. На Західній межі парку розташована ущелина Сиріа (Esoit Oloololo) — частина Великого Африканського розлому, яка утворює мальовниче плато — вся живність, як правило, найбільш концентрована тут, де є болотиста земля і доступ до води, до того ж вторгнення туристів є мінімальним. Рельєф місцевості дуже різноманітний і романтичні почуття до нього, як можна спостерігати у фільмі «З Африки» (оригінальна назва англ. Out of Africa), який знімався тут в 1985 році. Східна межа парку розташована всього за 224 км від Найробі, тому східна частина парку найбільш відвідуються туристами.

## Флора та фауна

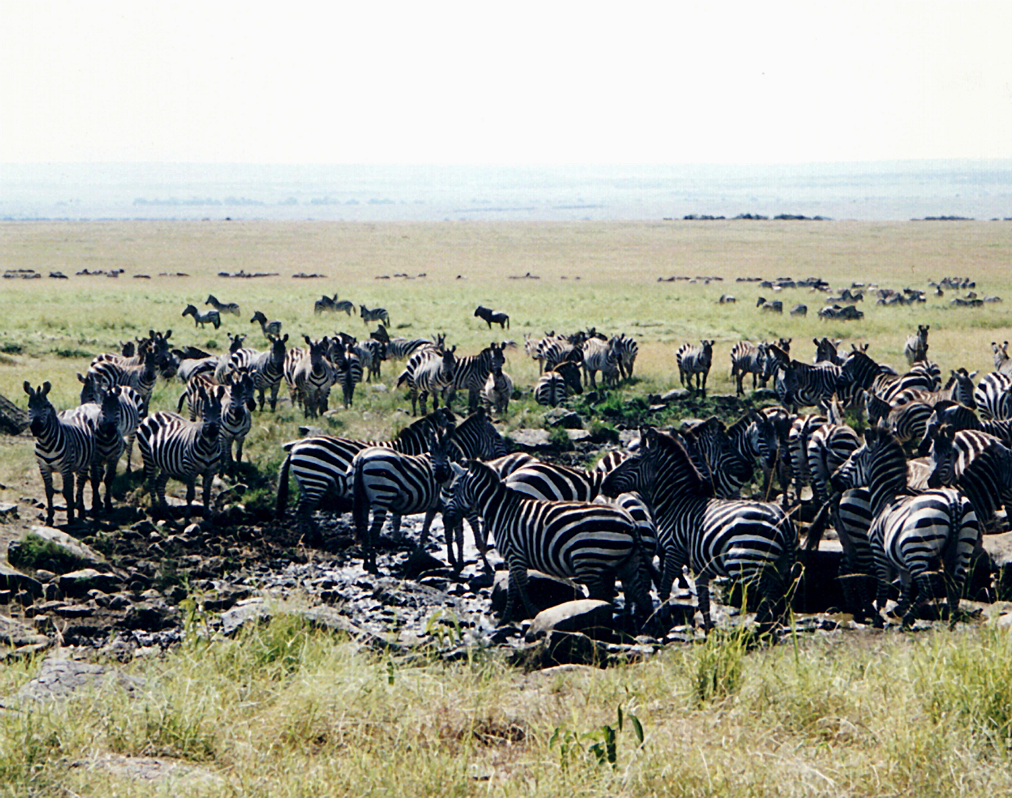
Зебри в Масаї-Мара

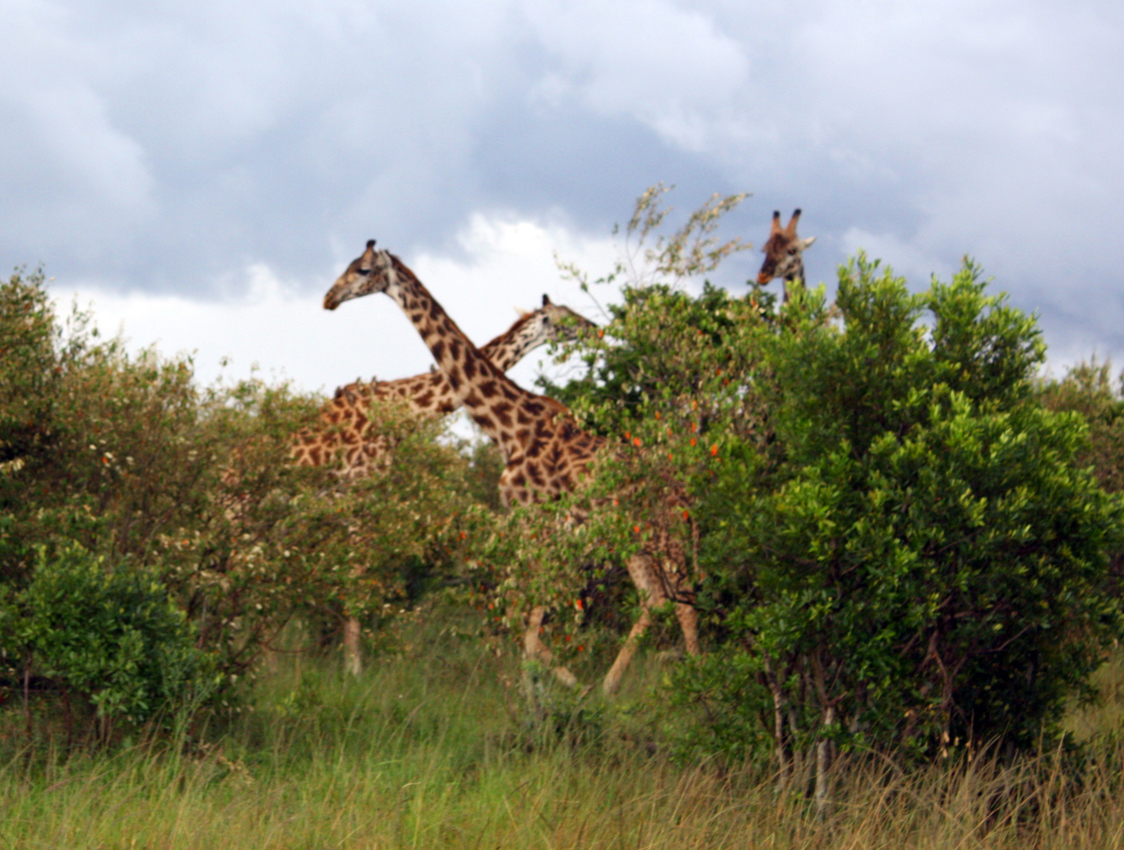

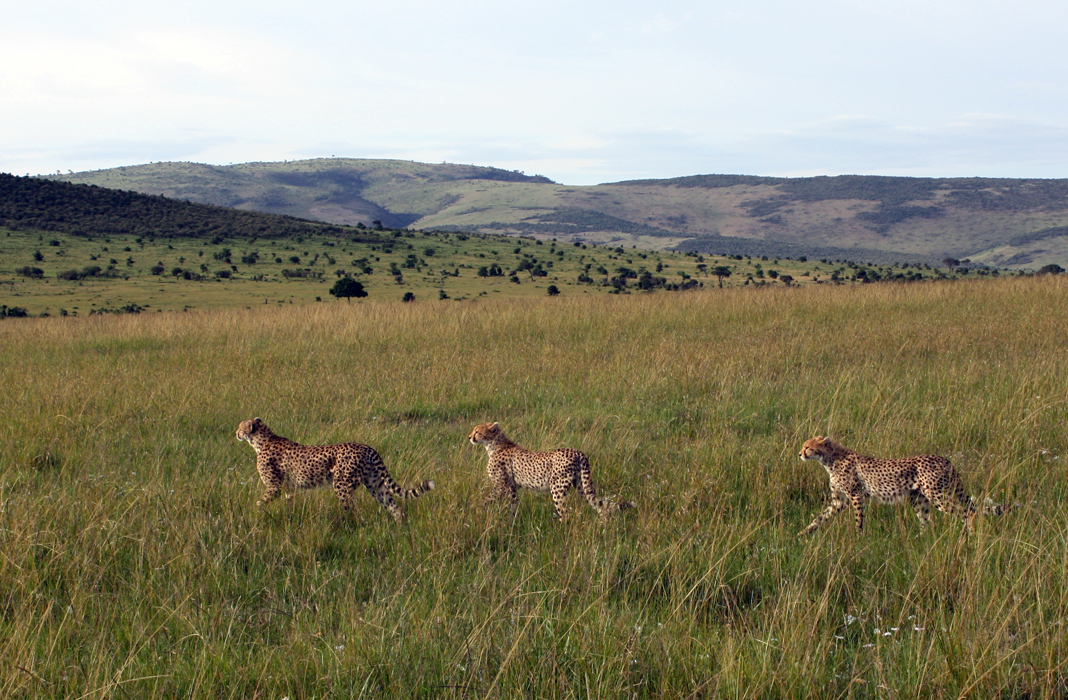

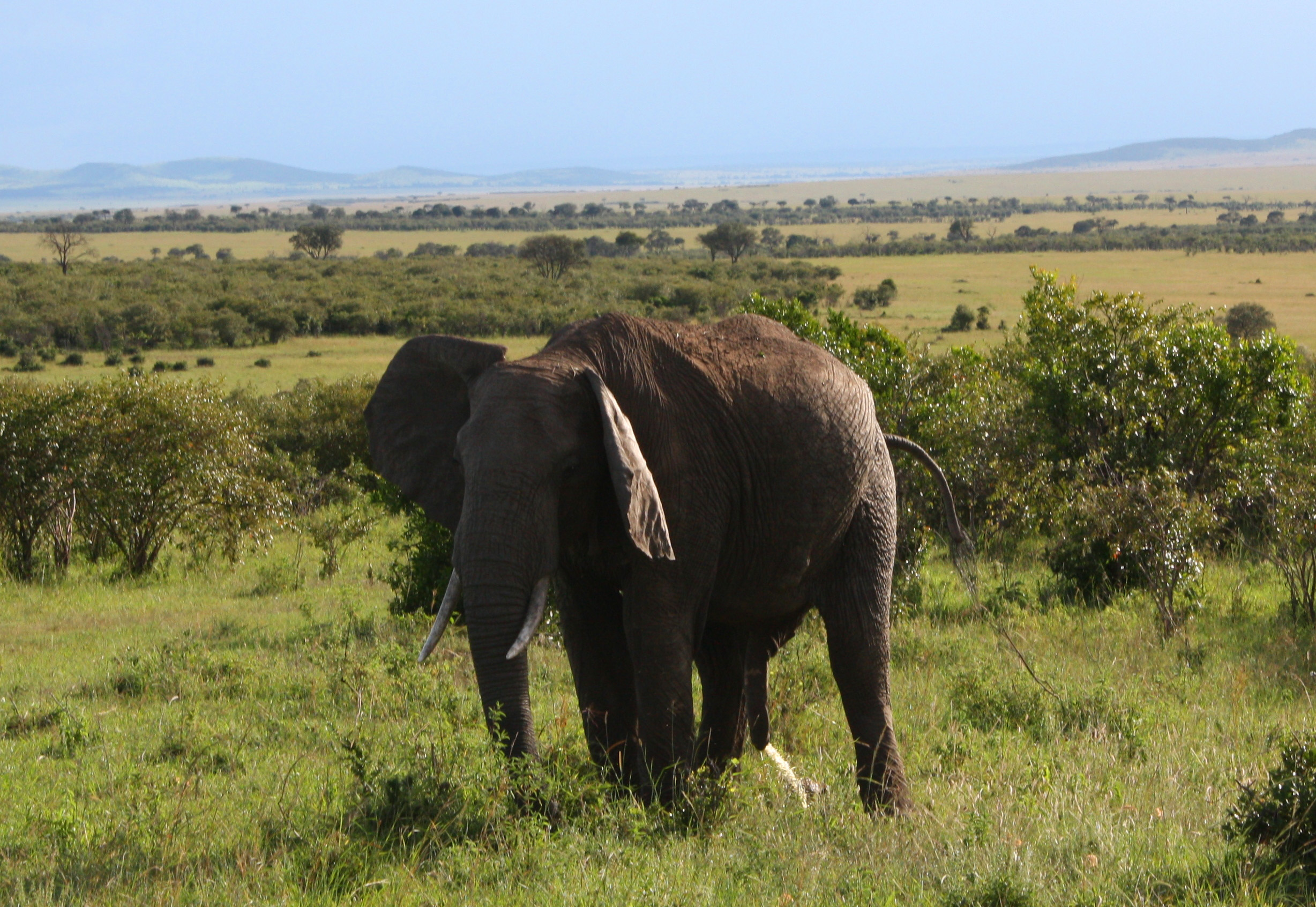

У савані і хащах акації уздовж річки Мара водяться майже всі тварини, що населяють Східну Африку — в парку трапляється близько 80 видів ссавців і понад 450 видів птахів, серед них 57 видів хижих птахів.
Рельєф: в перекладі з мови мао (масаї) «мара» означає «плямистий». Саме так через окремо розташовані невеликі дерева і виглядає територія парку зверху.
Але під час сезону великої міграції (з липня по вересень) рівнини Мара стають смугасто чорними через пересування величезних мас копитних з півдня з сусіднього танзанійського заповіднику Серенгеті.
Велика міграція — це переміщення близько двох мільйонів антилоп гну, 200 тисяч зебр, 500 тисяч газелей Томпсона і інших травоїдних, яких невідступно супроводжують хижаки — леви, леопарди, гепарди, гієноподібного собаки, і, звичайно, стерв'ятники — гієни, грифи, шакали, марабу. Своєрідний кругообіг звірів у природі.
Парк вражає різноманітністю, так званих, екологічних зон і великою кількістю тварин.
Саванна рясніє зебрами, антилопами гну, газелями Томпсона, улови і буйволами.
Береги річок — обитель жирафів, слонів і водяних козлів — там ростуть необхідні для них дерева.
У самих річках ніжаться бегемоти і крокодили.
Буш ділять між собою імпали, бубали, носороги і дик-дик.
Хижаки — скрізь, але вони обирають густі зарості акації.
У Масаї-Мара можна зустріти всіх представників «великої африканської п'ятірки» (лев, леопард, буйвіл, носоріг, слон). Хоча, леопардів побачити дуже важко.

## Історія парку
В парку Масаі-Мара були знайдені стріли та кераміка часу неоліту (приблизно 2000 років тому). Масаї займають територію сучасного парку з 17-го століття — звичайно, разом з дикими тваринами, які, насправді, є істинними господарями парку.
Масаї — народ, що зберіг свій устрій і традиції, хоча вони живуть за межами заповідника, але на відрахування від паркових зборів (20 %).
Поруч з парком можна відвідати маніатту — масайське село пастухів-кочовиків: оглянути житло, поспілкуватися з населенням. Приймають радо — додатковий заробіток (фото, сувеніри, стрільба з лука на гроші тощо.) Самі масаї можуть полювати на території національного парку.
Всю територію парку можна побачити з повітряної кулі, але це не дешеве задоволення.

## Як дістатися
Парк розташований приблизно за 270 кілометрів від Найробі, дорога (не дуже якісна) займає близько 4-5 годин автівкою. Є регулярні рейси двічі на день з аеропорту Найробі-Вілсон, переліт займає близько 40 — 45 хвилин.